# Facundo Rutenberg
Facundo Rutenberg (Tres de Febrero, Buenos Aires) es un baloncestista argentino que juega en la posición de escolta para San Lorenzo de la Liga Nacional de Básquet de Argentina.

## Trayectoria
Surgido de la cantera del club bonaerense Tres de Febrero, fue reclutado por San Lorenzo, con el que debutó en la Liga Nacional de Básquet en mayo de 2019. Aunque inicialmente estuvo destinado al equipo de reserva de la Liga de Desarrollo, a partir de la temporada 2021-22 entró en la rotación permanente del plantel superior del club, ganando muchos minutos de juego en la máxima categoría del baloncesto profesional argentino. 
Luego de dos años mostrando una evolución en su juego, en agosto de 2023 firmó con el club español Valencia Basket, que lo cedió al CB L'Horta Godella de la Liga LEB Plata.
Rutenberg regresó a San Lorenzo en agosto de 2024, luego de completar su temporada en el club español de tercera división.